# Kampfrichterturm

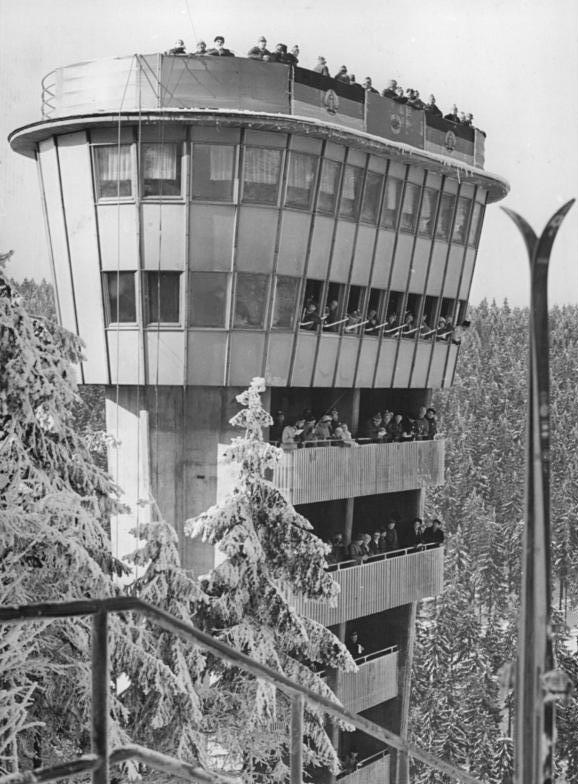
Kampfrichterturm der Hans-Renner-Schanze in Oberhof

Der Kampfrichterturm (oder auch Sprungrichterturm) ist ein Gebäude neben einer Skisprungschanze. Er befindet sich neben der Aufsprungbahn einer Skisprunganlage, so dass von ihm aus die Kampfrichter einen optimalen Blick auf den zu erwartenden Landepunkt der Skispringer haben, um möglichst genau die Sprungweite zu ermitteln. Bei kleinen Sprungschanzen besteht der Kampfrichterturm mitunter nur aus einer offenen Plattform, bei Großschanzen ist er als mehrstöckiges Gebäude ausgeführt, welches bei manchen Skisprunganlagen auch architektonisch gestaltet sein kann.